# Extra terrestrial Biological Entities
Albums par supercell
Today Is A Beautiful Day
(2012)
Singles
1. Departures ～Anata ni Okuru Ai no Uta～
Sortie : 30 novembre 2012
2. The Everlasting Guilty Crown
Sortie : 7 mars 2012

Extra terrestrial Biological Entities est le 3e album du groupe supercell, et le 1er sous le nom de groupe fictif EGOIST,, sorti le 19 septembre 2012 chez Sony Music.

Il contient 12 chansons toutes composés par ryo et chanté par chelly, à part pour LoveStruck dont les paroles sont écrites par chelly, toutes les autres chansons sont écrites par ryo.

L'album contient deux chansons des précédents single Departures ～Anata ni Okuru Ai no Uta～ (Departures ～あなたにおくるアイの歌～) et The Everlasting Guilty Crown qui sont respectivement le 1er ending et le 2e opening de l'anime Guilty Crown. Planetes est l'ending de l'OVA fourni en bonus du visual novel Guilty Crown: Lost Christmas.

## Pistes de l'album
Toutes les chansons sont écrites et composées par ryo, sauf pour LoveStruck dont les paroles sont écrites par chelly.
| No  | Titre | Durée |
| --- | --- | ----- |
| 1.  | Genzai no Akari (原罪の灯, litt. Lumière du péché originel)                                                                     | 2:14  |
| 2.  | The Everlasting Guilty Crown | 5:26  |
| 3.  | Extra terrestrial Biological Entities                                                                                           | 5:40  |
| 4.  | Ame, Kimi o Tsurete (雨、キミを連れて)                                                                                          | 4:15  |
| 5.  | Lovely Icecream Princess Sweetie                                                                                                | 4:03  |
| 6.  | Teokure (手遅れ, litt. Trop tard)                                                                                               | 3:26  |
| 7.  | LoveStruck | 4:31  |
| 8.  | Ce que j'aime ～inori no kyuuzitu～                                                                                             | 1:07  |
| 9.  | Omoi o Megurasu 100 no Jishō (想いを巡らす100の事象, litt. 100 événements nés de sentiments)                                    | 2:55  |
| 10. | Kono Sekai de Mitsuketa Mono (この世界で見つけたもの, litt. Ce que j'ai trouvé dans ce monde)                                   | 4:51  |
| 11. | Planetes | 6:07  |
| 12. | Departures ～Anata ni Okuru Ai no Uta～ (Departures ～あなたにおくるアイの歌～, litt. Départs ～Chanson d'amour envoyée à toi~) | 4:15  |